# 67 (číslo)
Šedesát sedm je přirozené číslo. Následuje po číslu šedesát šest a předchází číslu šedesát osm. Řadová číslovka je šedesátý sedmý nebo sedmašedesátý. Římskými číslicemi se zapisuje LXVII.

## Matematické vlastnosti
- prvočíslo
- příznivé číslo
- nešťastné číslo

## Chemie
- atomové číslo holmia, neutronové číslo čtvrtého nejběžnějšího izotopu cínu a nukleonové číslo druhého nejméně rozšířeného přírodního izotopu zinku[1]

## Doprava
- I/67 je jednou ze silnic první třídy v Česku.

## Kosmonautika
STS-67 byla mise raketoplánu Endeavour. Celkem se jednalo o 68. misi raketoplánu do vesmíru a 8. pro Endeavour. Cílem letu mise byly experimenty se stanicí Spacelab.

## Roky
- 67 př. n. l.
- 67
- 1967